# バウンド・ドック
- 機動戦士Ζガンダム > ティターンズの機動兵器 > バウンド・ドック

バウンド・ドック (BAUND DOC) は、「ガンダムシリーズ」に登場する架空の兵器。有人操縦式の機動兵器「モビルアーマー (MA)」のひとつ。初出は、1985年に放送されたテレビアニメ『機動戦士Ζガンダム』。
作中の軍事勢力のひとつである地球連邦軍の特殊部隊「ティターンズ」が運用する試作機で、楕円形のボウルを伏せたような外殻の本体から1対のクロー・アームが伸びている。人型の「モビルスーツ (MS)」形態に変形する可変MA(TMA)であり、その際にはクロー・アームを脚部とした着陸形態を経て、外殻に収納されている左右非対称の上半身が姿を現す。強化人間のロザミア・バダムやティターンズ士官のジェリド・メサらが搭乗し、主人公のカミーユ・ビダンが所属する反地球連邦政府組織「エゥーゴ」と戦う。
本記事では、『∀ガンダム』に登場する関連性の高い機体であるムットゥーについても取り上げる。

## デザイン・名称
ラフデザイン（コンセプト・デザイン）は小林誠、クリーンアップは大畑晃一。
小林のラフデザインは1979年頃に自作したオリジナルデザインの模型がベースとなっているが、脚部はない。ラフデザインの段階で脚部および変形機構が追加されたが、のちに小林はラフデザインから再度これらを外してリファインし、それをOVA版『ドラゴンズヘブン』に登場する機械生命体ガンプのデザインにほぼそのまま流用している。また、同時期の小林によるガンダム漫画『Gの伝説』でも、本機はこのリファイン版で描かれている。リファイン版は下部から脚の代わりに長大なユニットや多数のプロペラントタンクを生やしていることが多いが、後者は小田雅弘による模型作例が最初である。
『機動戦士ガンダムΖΖ』第1話「プレリュードΖΖ」におけるクワトロ・バジーナの解説によれば、マニアの中には本機が一番美しいMSだと言う人もいるとのこと。
名称は、「バウンドドック」と中黒なしで表記されることもある。また、MS形態の頭部は尖った顔に1対の大きな「耳」のようなもの（アンテナともいわれる）が付いており、犬のようにも見える。そのため、「バウンド・ドッグ」と誤記されることも多いが、『SDガンダム』作品では意図的に「犬」とされる場合もある。

## 設定解説
地球連邦軍が、ニュータイプ研究所の協力のもとに開発した試作可変MA。もともとは、ニュータイプ研究所本部が旧ジオン公国軍のグラブロやジオングを参考に開発を進めていた機体である。のちにティターンズの主導により、バスク・オム大佐によって編成されたニュータイプ部隊（実質的には強化人間部隊）へ供給すべく、オークランド研究所を主管としてサイコミュ関連の技術協力をオーガスタ研究所やムラサメ研究所がおこなっているほか、設計にはガブスレイの開発に参画した技術陣が招聘されている。
基本的には格闘戦に特化した機体であり、MS形態では右手に、MA形態では1対の強力なクローをもち、ガブスレイのように高速で移動しながらの格闘が可能となっている。また、MA形態には外殻、MS形態時には腰部スカートとなる厚い装甲により、攻防一体の万能機としての活躍が期待され、曲面で構成されていることから耐弾性の向上や慣性モーメントの低減も実現している。ドラム・フレームが採用されたアッシマーと異なり、本格的にムーバブルフレームが採用された可変MAであり、変形はほかの可変MS・MAと同様、マグネットコーティングによって非常にスムーズにおこなわれる。スラスターの分散配置を切り捨て、MS・MA両形態の推力をメイン・スラスターでまかなう構造となっており、特にMA形態の加速性は圧倒的とされ、コロニー内部や重力下での飛行も可能である。なお、本機は地上・空中・宇宙戦に対応する全領域機として設計されている。
コックピット・ハッチはMS形態では胸部中央、MA形態では機体下面（MS形態では股間部に当たる）に設置されているが、コックピットの位置は不明。
ニュータイプ（もしくは強化人間）の思考をダイレクトに伝えることを目的に、サイコミュ・システムを機体制御の根幹に据えた結果、高い機体追従性を獲得し、実験機ながら実戦に耐えうる性能を発揮している。オーガスタ研究所によって設置・調整がおこなわれた、サイコガンダムと同様のサイコミュ・システムを搭載しているが、精神的な負担を軽減するため、最新型のプロセッサ技術によって容積を数分の1に縮小しつつ処理速度を2倍以上に引き上げた改良型を採用。これにより、本機のMS形態はサイコガンダムよりも小型となっているが、通常のMSよりは大型であり、その機体サイズからくる鈍重さを大出力でおぎなうという非効率な解決方法を採っている。本機のサイコミュは比較的パイロットへの負担が少なく設定されており、ニュータイプ能力が低いパイロットでも稼働が可能となっている。そのため、ビットやファンネルといった誘導兵器は稼働できないものの、思考コントロールが可能な操縦システムは、ニュータイプ能力があれば凡庸なパイロットでもエース級に引き上げる効果をもつ。一方で、パイロットの意識を本機が発するサイコ・ウェーブで拘束し、戦闘衝動を発生させる機能も備えており、高い戦闘力が発揮できる反面パイロットの精神的負担は大きくなる。また、サイコガンダム（2号機）と同様のサイコ・コントロール・システムを搭載し、機外からの遠隔操縦が可能となっており、その機能は改善されたといわれるもののこれを含む本機の全性能を発揮させるためには、強力なニュータイプ能力と強化人間クラスの強靭な肉体が必要とされる。システム上の問題はいくつか見られるが、本機自体は当時の連邦軍のサイコミュ技術の粋を集めた機体である。
また、本機は急遽サイコガンダムMk-IIのサポート機としても充当されている。サイコガンダムMk-IIのサイコミュはパイロットへの負担がかなり大きく、精神を破壊しかねないものであることから、本機に比較的精神の安定した強化人間が搭乗し、サイコガンダムMk-IIのパイロットの精神状態を制御する方法が採られ、テストでは数時間の間トラブルもなく正常に機能している。
実験機であるものの、カラーリングと型式番号の末尾が異なる3機が製造され、後発機のデータ収集に活用されている。
武装
ビーム・ライフル
本機の主兵装。一般的なビーム・ライフルと比べてコンパクトなデザインであるが、出力は2.1メガワットと主力機と同等の火力を維持している。『Ζ』第49話では、右手がクロー・アームになっているため左手で保持しているが、クローでも扱えるように設計されているとする資料もある。ビームサーベル使用時やMA形態では外殻右側にマウントされ、この状態でも上下にある程度の可動域を有している。
メガ拡散粒子砲
「拡散メガ粒子砲」や「メガ粒子砲」とも呼ばれる。出力16.4メガワットと高出力であるが、基部はコンパクトにまとまっている。左前腕部と一体化したシールド（MA形態では外殻上部に配置）に格納されており、使用時にはハッチが開き小型のクランク・アームによって展開し、砲身が伸びる（設定画より）。MA・MS形態の両方で使用可能。
ビーム・サーベル
スペック表には記載されていないことが多いが、テレビ版第42話で使用している。クロー・アームではない左腕での使用を前提とするが、収納部位は不明。

### 劇中での活躍
『Ζ』第42話で初登場。ティターンズの大型戦艦ドゴス・ギアのニュータイプ部隊に配属となったロザミア・バダム中尉が本機のシミュレーターで仮想敵機を撃破し、「気に入った、ギャプランより反応が速い。力を感じる」と感想を述べている。その後、赤い2号機にロザミア、監視役として濃淡グレーの試作1号機（複座）にゲーツ・キャパ大尉およびローレン・ナカモト博士が搭乗してドゴス・ギアから発進し、ティターンズのサイド2毒ガス攻撃部隊と合流する。ロザミア機は阻止しようとするエゥーゴのカミーユ・ビダンが搭乗するΖガンダムと交戦するが、ロザミアはドゴス・ギア配属前のエゥーゴの強襲用宇宙巡洋艦アーガマ潜入任務の際にカミーユを兄と思い込むよう暗示がかけられており、混乱する。この間、ゲーツ機は隕石の影に隠れつつロザミア機を監視している。毒ガスの攻撃目標であるコロニー「モルガルテン」内部でロザミアはカミーユによって本機から降ろされるが、ゲーツ機の接近（クワトロ・バジーナ大尉の百式の砲撃を受け、一時行動不能となる）によって正気を取り戻し、サイコミュによる遠隔操作で本機をMS形態に変形させて再度搭乗する。このとき百式のビームライフルを至近距離から立て続けに被弾しているが、全くダメージを受けなかった。ロザミアを撃てないΖガンダムは百式の援護によってコロニーから脱出し、続いてロザミア機とゲーツ機も宇宙に出るが、エゥーゴの援軍の数が多く撤退する。
第48話でロザミアはサイコガンダムMk-IIに移乗し、ゲーツは引き続きグレーの機体（単座に変更）に搭乗してロザミアを監視しながら、自分を兄と思い込ませることによって彼女の精神を安定させようとする。しかし、ジュピトリスのレコア・ロンド少尉率いるMS隊がドゴス・ギアを急襲してゲーツ機が迎撃に回ったため、ロザミアとの協調がおろそかになる。レコアのパラス・アテネと交戦するが、ロザミアが戦死したことを感知したゲーツは絶叫して錯乱する。直後にドゴス・ギアはパラス・アテネによって撃沈されるが、ゲーツ機の消息は不明。なお、劇中でゲーツ機は常時MA形態のままで、MS形態に変形していない。小説版では複座でローレンも同乗しており、カミーユと協調したロザミアのサイコガンダムMk-IIと相討ちになる。
第49話、および劇場版『機動戦士ΖガンダムIII A New Translation -星の鼓動は愛-』におけるコロニーレーザー争奪戦の際には、赤い機体にジェリド・メサ中尉が搭乗する。小説版によれば、ニュータイプ部隊に配属となりロザミア機が与えられたとされるが、小説版・アニメ版のいずれもジェリドがニュータイプであるとする描写はない。サイコミュの撤去と機体制御プログラムの再調整により、一般兵でも操縦可能となったとする資料もあり、アニメ版でもロザミア搭乗時とコックピットのシートの形状が異なっている。カミーユのΖガンダムと交戦するも逃げられ、再度捕捉した際にはヤザン・ゲーブル大尉のハンブラビが戦艦ラーディッシュを撃沈した直後であり、構わず攻撃を続けるジェリドにカミーユは激昂する。Ζガンダムに組み付くが振りほどかれ、直後にビーム・ライフルの砲撃を腰部スカートに受けた反動でコントロールを失い、ラーディッシュの爆発に巻き込まれて破壊される。小説版でも同様だが、最後は損傷した腰部スカートの隙間を狙撃され、コックピットに直撃を受けて爆散する。
なお、複数の資料に黄色い機体のカラー設定画が掲載されているが、小説版およびアニメ版には登場しない。テレビ放送当時の書籍ではNGカラーであるとも、ゲーツ・キャパ専用機であるとするものもあったが、のちの書籍で「ジェリド機」として掲載されてからは『SDガンダム GCENTURY』や『スーパーロボット大戦』シリーズ、『SDガンダム GGENERATION』シリーズなど、2000年頃までのいくつかのゲーム作品にジェリド機として登場する。『GGENERATION』では、一般兵用の3号機であるが性能は発揮しきれなかっただろうと解説されている。2000年代以降はそれらのシリーズにも登場しなくなり、書籍『MS大全集』シリーズにも2013年度版以降は掲載されていない。ただし、2010年のカードゲーム『ガンダムウォー』や2014年のWindows用ゲーム『SDガンダム カプセルファイターオンライン』では「ジェリド機」とされ、前者の設定解説ではジェリドが搭乗予定であったといわれるとしている。

## バリエーション

### アモン・ドッグ
漫画『機動戦士ゼータガンダム1/2』に登場。作中での表記は「アモン・ドッグ」で統一されており、単行本巻末の機体解説でも原型機を「バウンド・ドッグ」と表記している。
2機のバウンド・ドックが外殻（スカート）部で上下互い違いに接続されており、原型機のMS形態時に脚部となるクロー・アームは大型化された1対が外殻側面に接続されている。それぞれの上半身はMS形態に変形可能であり、クロー・アームとMS形態の左腕部にビーム砲を計4門装備する。
作中で強化人間と推察されているウォルナックが搭乗するが、彼は本機を通じて死者の魂と語ることができ、それらの導き（予測や対処法を教えてくれること）によって強大な力を得ていると語っており、それは周囲の戦死者に比例して増大するという。
単行本巻末の機体解説では、ニュータイプ用の試作機とされるバウンド・ドックは、その巨体にもかかわらずとりたてて内蔵武器をもたず、MA形態への変形も防御形態とするなら全体の防御には程遠いとしており、2機を組み合わせたような本機の姿が「完成形」であったのではないかと推察している。
作中での活躍
ティターンズ、アクシズおよびエゥーゴがコロニーレーザーに改造された「グリプス2」に集結しつつある頃、月の残存勢力をまとめて発進するティターンズの輸送艦に搭載される。エゥーゴのMS隊の奇襲によって輸送艦は撃沈されるも本機は無事であり、ビームの一撃で敵母艦のサラミス改級巡洋艦を撃沈する。その圧倒的な威力でフライングアーマー装備のネモ3機を撃破し、エドガー・エドモンド・スミスのハーフゼータと一騎討ちになるが、MS形態に変形する際にできる外殻の隙間にフライングアーマーを打ち込まれ、内部のメカを引きずり出されて爆発する。なお、外殻は一部を除いて破壊されずに残っている。

### リバウンド・ドック
ReBAUND-DOC
漫画『A.O.Z Re-Boot ガンダム・インレ-くろうさぎのみた夢-』に登場（型式番号：ARZ-055）。名称は雑誌企画『A.O.Z Re-Boot』が初出であるが、「リバウンド・ドッグ (ReBAUND-DOG)」と表記されており、同記事が漫画単行本に再録された際に修正された。「鹵獲バウンド・ドック（作業型）」とも呼ばれる。
火星のジオン残党組織「レジオン」が、ティターンズ残党が持ち込んだ図面やパーツをもとに再生産したバウンド・ドックをレジオン建国戦争後に作業用に改修した機体。左腕を大型のクレーンに換装し、その巨体を活かした起重機として運用される。脚部を廃してホバーによって移動することで、機体の安定性が増強されている。スカート（外殻）後部は延長され、資材の搭載スペースとして使用される。通常はMS形態であるが、作業時にはMA形態に変形して展開することにより、シャベルをはじめとする建設機器として使用可能なオプション装備である「汎用モビル・バケット」をクレーンの両脇に追加することも可能となっている。機体色はオレンジを基調に、一部黒で縞模様が描かれている。名称は、機体の大型化と飛行性能がオミットされたことを揶揄した愛称である。
作中での活躍
宇宙世紀0091年に、パイプラインの冷却剤漏れの処理班を率いるウェンディが搭乗。同じく作業用に改修されたノン－ブラビやローザックとともに現場に向かうが、予想以上に事態は深刻であり、作業中にクレーンが機体から脱落してしまう。その後、クレーンは駆けつけたダイアナのガンダムTR-6［ウーンドウォート］が「BUNNyS」によって左腕部に装着している（ウーンドウォート建機形態を参照）。

### その他のバリエーション
以下の機体は、雑誌『B-CLUB』第4号や、多摩工房から発売されたガレージキット（小林誠によるリファイン版）の付属小冊子などに掲載されたもの。一部を除き、デザイン・設定は小林による。
ドックI / ドックM
北米キャリフォルニアのジオン公国軍アニスタム基地で開発された機体。モビルアーマー・グラブロの高い水中戦能力を発展させるとともに、水上での高機動格闘戦能力を付与されている。外殻は上面のみで、グラブロと同型の水流エンジンとマニピュレーターを装備、さらに上部にはMA形態時には外殻に収納されるフレーム状の上半身をもつ。このため、バウンドドックの脚部をグラブロのマニピュレーターに交換したような外観となっている。全長はグラブロとほぼ同じ27メートル。
地球に残されていた1機が、ガンダムMK-IIと遭遇した記録が残されている。
バウンドドックII / ドックS
月のグラナダに残されていたドックIの部品をもとに、数年後に宇宙戦用に改良したタイプ。1-3号機が製作され、実戦に投入されている。
バウンドドックIII E型
地上戦用にホバー機能をもち、変形機構を廃した軽量型。バウンドドックIIの「2型装複合戦闘方式」を廃止し、最速状態で発進、戦闘終了後には上半身を爆破して低機動重装甲形態で帰還するという「形状変形一事離脱方式」という簡略化された可変システムをもつ。
リファイン版がこれに当たる。
バウンドドックIII G型
E型のレーダーを強化し、全天候能力を高めたタイプ。額部が肥大化しており、左腕部アーマーの形状も異なる。下部に球形のガンポッドを装備。
バウンドドックIII H型
宇宙戦用タイプ。下部に大型のバーニア・スタビレーターと多数のプロペラントタンクを装備。。
バウンドドックIII K型
宇宙戦闘強化型。バーニア・スタビレーターはさらに大型化し、基部に大口径のメガ・キャノン・ユニットを装備する。右肩にショルダー・ガンポッドを装備。
動力強化型バウンドドック（試作II型）
後部に機体本体と同じくらいの大きさのユニットを装備する。デザインは近藤和久で、イラストには "BAUND-DOC II" と記されているが、文字設定はなくバウンドドックIIとの関連は不明。

## 関連機体

### ガンダムTR-6［ダンディライアンII］
雑誌企画『ADVANCE OF Ζ ティターンズの旗のもとに』に登場。ガンダムTR-6の形態のひとつで、機種統合計画におけるバウンド・ドックの代替形態であることが示唆されている。

#### TR-4［ダンディライアン］
ダンディライアンIIの試作型に当たる、特殊作戦用のMS用大気圏突入モジュール。

### サンドードック
漫画『機動戦士クロスボーン・ガンダム DUST』に登場。宇宙世紀0169年のサイド3を支配するザビ・ジオンが運用する公国宮警護機のひとつ。変形機構はバウンド・ドックを踏襲するが、パーツはほとんど流用されていない。

## ムットゥー
1999年放送のテレビアニメ『∀ガンダム』に登場。

### デザイン（ムットゥー）
メカニックデザインは、『∀』総監督の富野由悠季のイメージラフをもとに、沙倉拓実が富野の修正指示を受けつつ完成させた。ラフの時点からすでに「ムットゥー」の名称が記されている。バウンド・ドックに似たデザインであるものの、ラフや修正指示にその名は登場しない。沙倉によれば、頭部にはウォドムを意識した意匠をもたせたという。また、両腕を脇につける変形は富野のアイデアであるとのこと。
なお、『コミックボンボン』版コミカライズでは、後述のようにロスト・マウンテンからバウンド・ドックが発掘される場面がある。同作品を担当したときた洸一は、もらった脚本には「バウンド・ドック」と書かれており、描いたあとにムットゥーに変更になったと連絡が来たが、描き直すと〆切に間に合わなくなるため、「改造する」ことにしたと述べている。

### 設定解説（ムットゥー）
ディアナ・カウンターのゼノア隊が地球のロスト・マウンテンから発掘したMS。バウンド・ドックに似た形状をしているが、両腕がマニピュレーターで左右対称となっており、変形機構や各部形状は異なっている。上半身・下半身どちらかだけを変形させた状態でも運用できる。ヒートサーベル兼用ビームライフルが装備されている。高性能な推進装置を持ち、大気圏内での運用を目的としていた。発掘後はディアナ・カウンターによってMRC-F31の型式番号を与えられ、運用される。
なお、「ムットゥー」とはフィル・アッカマン少佐が付けた名前だが、兵からは不評を買う。元々の名称は不明で、J-2126という型式番号のみが判明している。
基本フレームにはフラットなどと同じスパイン・コンセプト・フレームを用い、構造的に簡略化された故障率の低い変形機構を実現している。
旧型番の "J" は "JUPITER" を示し、本来は木星大気圏上層部での運用を想定された機体である。MA形態時、Iフィールドによって機体外部に開放型ラムジェットを形成し、木星大気を燃料に一撃離脱戦法を取る可変戦闘機だった。木星の重力に捕まらないほどの大推力を有するが、やや機動性に欠ける。劇中では状態が完璧ではなく、飛行は可能だったがラムジェット機能は回復していない。
劇中では∀ガンダムのハイパーハンマーに足を取られて振り回されるなどのやられ役であり、目立った戦績はない。のちにターンXとの戦闘に参加する。
『コミックボンボン』版コミカライズでは、ロスト・マウンテンから発掘されたのはバウンド・ドック（MA形態）であり、それをディアナ・カウンターが回収し、改修・改造を加えた機体がムットゥーであるとされている。